# En djävul till flickvän
En djävul till flickvän (engelska: Saving Silverman) är en amerikansk långfilm från 2001 i regi av Dennis Dugan, med Steve Zahn, Jack Black, Jason Biggs och Amanda Peet i rollerna.

## Handling
De tre bästa vännerna Darren, Waynde och J.D har hängt ihop sedan skoltiden, de gör det mesta tillsammans. När Darren en dag träffar en vacker kvinna (Amanda Peet) är vännerna först glada för honom, men det visar sig att Darrens nya flickvän inte direkt är någon ängel, hon bestämmer allt i deras förhållande och Darren vågar inte säga emot. Dessutom vill hon splittra kompisgänget, Wayne och J.D bestämmer sig att rädda Silverman, från hans djävul till flickvän!

## Rollista
| Steve Zahn    | – Wayne         |
| Jack Black    | – J.D.          |
| Jason Biggs   | – Darren        |
| Amanda Peet   | – Judith        |
| Amanda Detmer | – Sandy         |
| R. Lee Ermey  | – Coach         |
| Neil Diamond  | – Sig själv     |
| Kyle Gass     | – Kille i baren |